# الوادين
الوادين هي قرية مغربية تنتمي لإقليم مولاي يعقوب، غرب مدينة فاس. تضم هذه البلدة 11.767 ساكنا حسب إحصاء سبتمبر 2014.